# Río Caura (Trinidad y Tobago)
Río Caura también conocido como Río Tacarigua (en inglés: Caura River o Tacarigua River) es un río en la isla de Trinidad en el país caribeño de Trinidad y Tobago. Se origina en la Cordillera del Norte y drena el valle de Caura. Pasa por el pueblo de Tacarigua en el Corredor Este-Oeste, antes de unirse al río Caroní. El río Caura es importante, tanto recreativa como culturalmente. Actualmente el río Caura se encuentra en riesgo de contaminación por fertilizantes y pesticidas utilizados por los agricultores en el valle.
Alguna vez fue un asentamiento de la tribu Arawak. Fue también punto de controversia ya que era un sitio propuesto para la construcción de una presa en 1943. Y a pesar de que se inició, nunca fue terminada, los equipos para la construcción de esta represa propuesta aún se encuentran allí hasta la fecha. El dinero se malversó y todavía no se puede explicar su destino. No debe confundirse con el Río Caura en la vecina Venezuela.